# Oligodon taeniatus
Oligodon taeniatus är en ormart som beskrevs av Günther 1861. Oligodon taeniatus ingår i släktet Oligodon och familjen snokar. Inga underarter finns listade i Catalogue of Life.
Denna orm förekommer i Sydostasien i Vietnam, Laos, Kambodja och norra Thailand. Arten lever i låglandet och i bergstrakter upp till 1000 meter över havet. Habitatet utgörs av skogar, jordbruksmark och trädgårdar. Individerna gräver i lövskiktet och i det översta jordlagret. Födan utgörs av ödlor och groddjur. Honor lägger ägg.
Beståndet hotas lokalt av skogsröjningar. Hela populationen antas vara stor. IUCN kategoriserar arten globalt som livskraftig.